# Wendy Whoppers
 (octobre 2024).
La mise en forme du texte ne suit pas les recommandations de Wikipédia : il faut le « wikifier ».
Les points d'amélioration suivants sont les cas les plus fréquents. Le détail des points à revoir est peut-être précisé sur la page de discussion.
- Les titres sont pré-formatés par le logiciel. Ils ne sont ni en capitales, ni en gras.
- Le texte ne doit pas être écrit en capitales (les noms de famille non plus), ni en gras, ni en italique, ni en « petit »…
- Le gras n'est utilisé que pour surligner le titre de l'article dans l'introduction, une seule fois.
- L'italique est rarement utilisé : mots en langue étrangère, titres d'œuvres, noms de bateaux, etc.
- Les citations ne sont pas en italique mais en corps de texte normal. Elles sont entourées par des guillemets français : « et ».
- Les listes à puces sont à éviter, des paragraphes rédigés étant largement préférés. Les tableaux sont à réserver à la présentation de données structurées (résultats, etc.).
- Les appels de note de bas de page (petits chiffres en exposant, introduits par l'outil «  Source ») sont à placer entre la fin de phrase et le point final[comme ça].
- Les liens internes (vers d'autres articles de Wikipédia) sont à choisir avec parcimonie. Créez des liens vers des articles approfondissant le sujet. Les termes génériques sans rapport avec le sujet sont à éviter, ainsi que les répétitions de liens vers un même terme.
- Les liens externes sont à placer uniquement dans une section « Liens externes », à la fin de l'article. Ces liens sont à choisir avec parcimonie suivant les règles définies. Si un lien sert de source à l'article, son insertion dans le texte est à faire par les notes de bas de page.
- La présentation des références doit suivre les conventions bibliographiques. Il est recommandé d'utiliser les modèles {{Ouvrage}}, {{Chapitre}}, {{Article}}, {{Lien web}} et/ou {{Bibliographie}}. Le mode d'édition visuel peut mettre en forme automatiquement les références.
- Insérer une infobox (cadre d'informations à droite) n'est pas obligatoire pour parachever la mise en page.

Pour une aide détaillée, merci de consulter Aide:Wikification.
Si vous pensez que ces points ont été résolus, vous pouvez retirer ce bandeau et améliorer la mise en forme d'un autre article.
Wendy Whoppers est une actrice pornographique américaine, née le 13 août 1970 à Saint-Louis (Missouri). Elle s'est retirée de l'industrie pornographique en 1994.

## Biographie
Wendy Whoppers est une ancienne stripteaseuse américaine  et une star du porno originaire de St. Louis, dans le Missouri. Cadette de sa fratrie, elle a un frère et une sœur. 
Wendy Whoppers affirme avoir passé ses années de lycée à travailler pour ses études et qu'elle était timide, jusqu'à son 18e anniversaire. C'est à ce moment-là qu'elle commence le striptease au PT's Showclub à Sauget, Illinois.
Wendy, grâce à de très gros implants mammaires, est devenue rapidement une actrice et une danseuse populaire dans les années 90. Facilement reconnaissable à sa poitrine volumineuse et à ses cheveux blonds, elle devient une icône d'un nouveau cinéma pornographique adepte de poitrine très volumineuse. Elle apparait pour la première fois en 1991 dans un film pornographique. Elle jouera dans de nombreux films et se liera d'amitié avec l'actrice Lisa Lipps.
Wendy Whoppers s'est classée sixième au concours Miss Nude Galaxy, mais dès ses débuts dans le hardcore, elle a conquis le cœur des fans de gros seins du monde entier.
Ses implants lui ont donné une renommée internationale, apparaissant dans plusieurs magazines de différents pays et les films où elle apparait on parfois étaient doublés en allemand par exemple. Néanmoins elle refuse certaine pratique qu'elle juge dégradante.
Elle joue aussi dans des films pornographiques plus décalé avec un ton presque humoristique. 
Elle utilisera aussi les pseudos « Tommy Tatas » et « Tommi Tata's » au cinéma pendant que pour danser elle se fera appeler « April » et « Lacey ». Wendy est son vrai prénom auquel elle rajoutera « Whoppers ». 
Elle s'est retirée du cinéma en 1994, et a depuis fait réduire ses seins mais a gardé des implants.
Elle a deux garçons, plusieurs animaux et défend la cause de la protection animale.[réf. souhaitée]

## Implants
Elle a subi un total de 4 opérations pour agrandir ses seins à partir d'un bonnet 34B américain. Elle subit sa première opération en 1989 en se faisant poser des implants de 320cc. Puis dans l'ordre : 
- 800cc
- 1700cc
- 3000cc
Pour finir avec un bonnet triple H américain. Elle est une des premières à avoir de tels implants dans l'industrie pornographique.

## Filmographie
| Titre                             | Date de réalisation | Compagnie                                     | Réalisateur        | Casting |
| --------------------------------- | ------------------- | --------------------------------------------- | ------------------ | --- |
| Big Busty 45                      | Juillet 1991        | Big Top Video                                 |                    | Toppsy Curvey, T.T Galore, Wendy Whoppers (sous le pseudo Tommy Tatas) Joy Karins, Justine |
| Big Busty Whoppers                | 1993                | Napali Video                                  |                    | Rebecca Wild, Summer Cummings, Summer Knight, Tara Gold, Veronica Castillo, Wendy Whoppers |
| Double Load                       | 1993                | Heatwave                                      | Stuart Canterbury  | Grace Santos, Heather Hart, Jessica Fox, P.J. Sparxx, Tina Tyler, Wendy Whoppers |
| Double Load 2                     | 1993                | Heatwave                                      | Anthony Spinelli   | Angel Bust, Ariana, Laurie Camerin, Lisa Lipps, Nikki Sinn, Wendy Whoppers |
| Frat Girls of Double Double D     | 1993                | Plum Productions                              | Anthony Spinelli   | Debi Diamond, Jessica Fox, Melanie Moore, Rebecca Bardoux, Tami Monroe, Wendy Whoppers |
| Jiggly Queens                     | 1993                | Legend Video                                  | Scotty Fox         | Tami Monroe, Leanna Foxx, Tianna Taylor, Wendy Whoppers |
| Much More Than a Mouthful 3       | 1993                | Leisure Time Entertainment / Video Exclusives |                    | Ashley Colors, Heather Hart, Samantha York, Wendy Whoppers |
| Prison Love Doll                  | 1994                | Pepper Productions                            | Bosley De Longprez | Angel Bust, Gabrielle, Valeria and Wendy Whoppers |
| Humongous Hooters                 | 1994                | Napali Video                                  |                    | Danni Ashe, Holly Body, Letha Weapons, Lilli Xene, Summer Cummings, Wendy Whoppers |
| Palm Springs Or Bust              | 1994                | Big Top Video                                 | Martin Wild        | Lisa Lipps, Zoryna Dreams, Joey Karson, Wendy Whoppers |
| Big Boob Bikini Bash              | 1995                | Big Top Video                                 |                    | Ashley Bust, Brittany O'Neil, Jaye Milo, Wendy Whoppers, Angel Bust, Kimberly Kupps, Letha Weapons, Lisa Lipps |
| The Greatest Big Bust Video Ever  | 1997                | Score                                         |                    | Lisa Lipps, Zoryna Dreams, Joey Karson, Wendy Whoppers, Magda, Pandora Peaks, Patty Plenty, Savannah Staxx, Candy Cantaloupes, Cathy Patrick, Chloe Vevrier, Georgina Lempin, Honey Moons, Jay Sweet, Kayla Kleavage, LA Bust, Lacey Legends, Leanna Lovelace, Letha Weapons, Lisa Chest, Tracy West |
| Big Bust Babes 11                 | 2002                |                                               |                    | Wendy Whoppers, Lilli Xene, Kiss, Terrell Stevens, Austin Moore, Matt Brady, Derrick Taylor |
| Park Ranger                       | 2002                |                                               |                    | Joey Silvera, Tina Tyler, Wendy Whoppers, Tara Gold, Mark Davis, Jonathan Morgan, Jeff Scott |
| Busty Conquests of Lisa Lipps     | 2005                | Big Top Vidéo                                 |                    | Lisa Lipps, SaRenna Lee, Wendy Whoppers |
| Busty Conquests of Wendy Whoppers | 2006                | Big Top Vidéo                                 |                    | Lisa Lipps, Wendy Whoppers |

## Récompenses
1991 Miss Nude Galaxy (6e place) pour le Nudes-A-Poppin' Festival, Ponderosa Sun Club